# Limnophila nubiplena
Limnophila nubiplena är en tvåvingeart som beskrevs av Edwards 1928. Limnophila nubiplena ingår i släktet Limnophila och familjen småharkrankar. Inga underarter finns listade i Catalogue of Life.